# Lake Manyara nationalpark

Manyarasjöns nationalpark ligger i norra Tanzania i närheten av småstaden Mto wa Mbu cirka 120 km väster om staden Arusha. Parken har en area på 330 km2 varav upp till 200 km2 täcks av Manyarasjön vid högvatten.
Parkens huvudattraktioner är naturen, fågellivet, elefanter och kattdjur.

## Historia
Manyarasjön och därmed även nationalparken har fått sitt namn av massajernas ord ”manyara”, som betyder gummieuforbia (en art inom törelsläktet ) på det  nilo-sahariska språket maa. Massajerna använde växten för att inhägna boskap.

## Geografi
Nationalparken ligger i västra kanten av Östafrikanska riftsystemet knappt 100 meter över havet. Parken har Manyarasjön på sin östra sida och förkastningsbranten med höga berstoppar på den västra. Från branten rinner flera floder ner i sjön. I den norra delen av parken ligger grundvattnet ytligt vilket ger goda förhållanden för den djungelliknande grundvattenskogen som växer där.
Manyarasjön är en sodasjö som många andra i området.
I södra delen finns heta källor som kallas Maji Moto.

## Djurliv
I skogen i norr finns det gott om babianer och diademmarkattor som äter den frukt som finns året runt i skogen. Dessutom finns buskbock, impala och elefant. Intill grässlätten finns en smal remsa av akaciaskog där man kan få se Manyaras berömda trädklättrande lejon och dessutom elefanter, manguster, dik-dik och klippspringare. På grässlätterna kan man se afrikansk buffel, gnu, zebra och giraff.

## Bilder

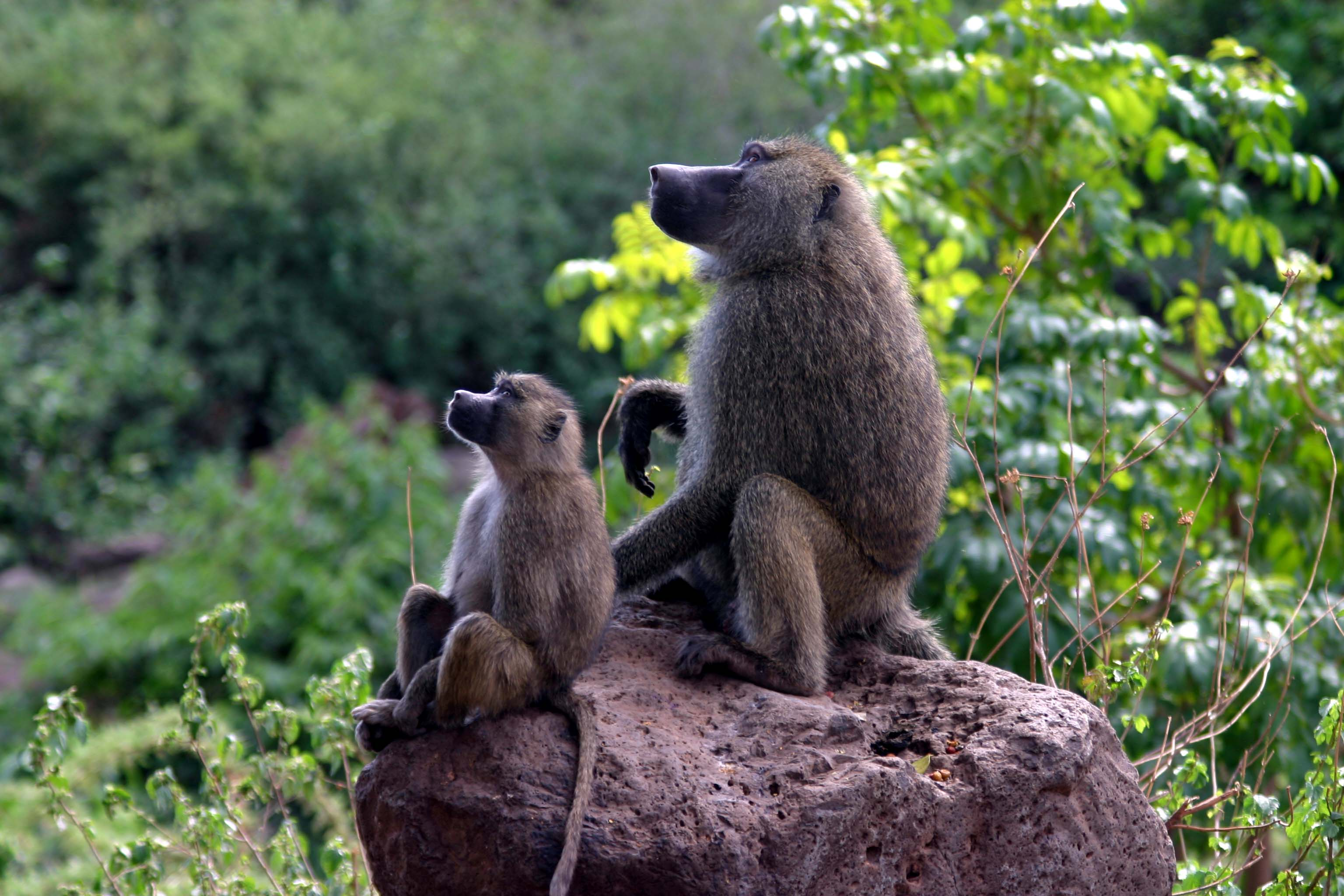
Babianer
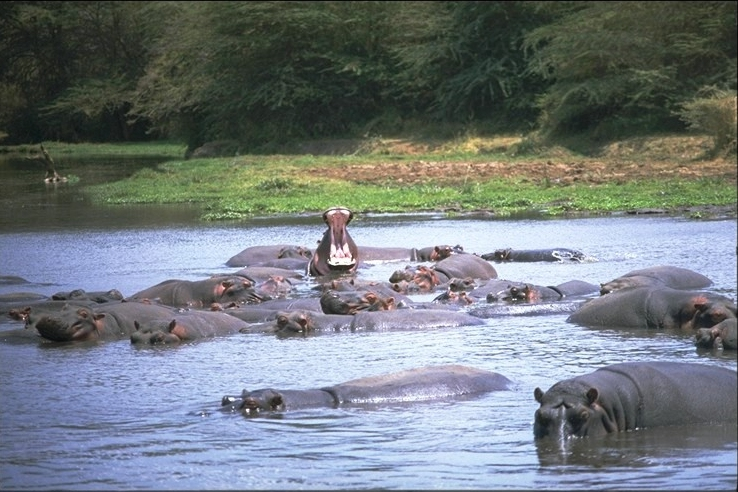
Flodhästar
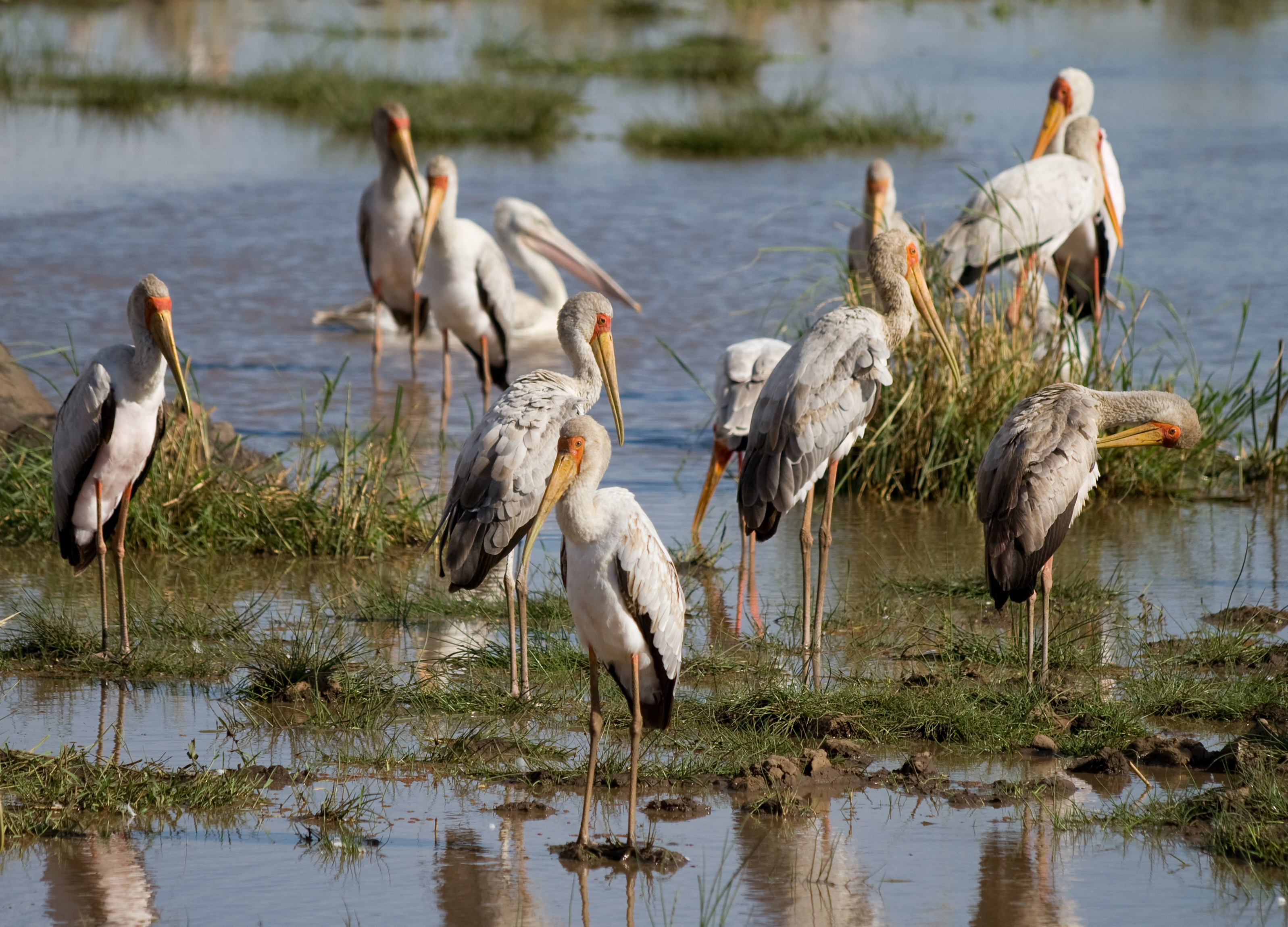
Afrikansk ibisstork

Parken har ett rikt fågelliv med mer än 400 identifierade arter som många återfinns i våtmarksorådet längst Mto wa Mbu-floden som är Manyarasjöns tillflöde. Här trivs inte bara fåglarna utan också flodhästar. Några av fåglarna i parken är flamingo, vit pelikan, svarthäger och skrikfiskörn.

## Säsong
Torrperioden från juli till oktober är den bästa om man vill se stora däggdjur. För den som vill se fåglar och vattenfall är regnperioden från november till juni bäst.

## Kommunikationer
Med bil tar det cirka 1,5 timmar från Arusha och dessutom går flyg till Manyara från Arusha.